# Stonewall (Manitoba)
Pour les articles homonymes, voir Stonewall.
Stonewall est une ville canadienne située dans la province de la Manitoba dans la municipalité rurale de Rockwood. En 2021, elle a une population de 5 046 habitants. Elle se situe à environ 25 km au nord de Winnipeg le long de la route 67. Elle est connue pour ses carrières de calcaire.

## Démographie
| 2001  | 2006  | 2011  | 2016  |
| ----- | ----- | ----- | ----- |
| 4 012 | 4 376 | 4 536 | 4 809 |